# Gakuto Kondo
Gakuto Kondo (Toyokawa, 10 de fevereiro de 1981) é um futebolista japonês que atua como zagueiro. Atualmente joga pelo FC Osaka.